# ディッドレイ・ボウ

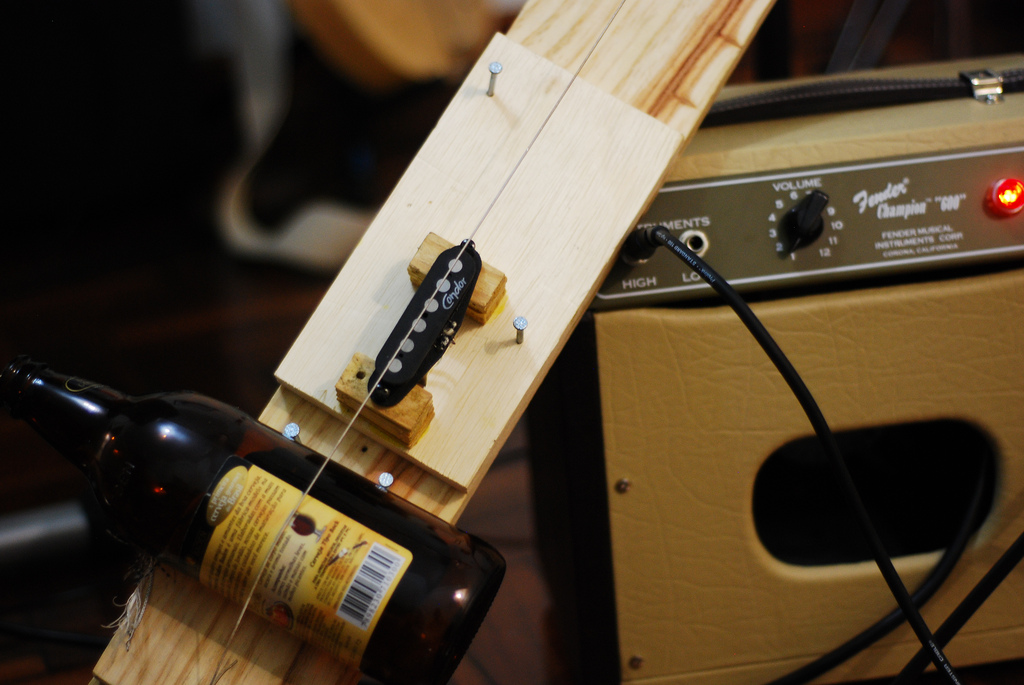
ディッドレイ・ボウ

ディッドレイ・ボウ（英: Diddley Bow）はアメリカ合衆国の単弦楽器で、ブルースの発展に影響した。硝子瓶の上に2つの爪を駒として立て、そこに弦を張る事で音量を大きくする。伝統的にアメリカ合衆国南部の子供達の入門用楽器と考えられていた。アフリカ系アメリカ人集団と南部の田舎以外では滅多に聞けなかった。この楽器の他の渾名は「ジターバグ」や「一弦」だが、音楽民族学者は公式に単弦ツィターと呼んでいる。

## 起源
ディッドレイ・ボウは西アフリカ由来である。そこではよく子供達が演奏しており、一人が弦を弾きもう一人が指を滑らせて音程を操作する。後にアメリカの奴隷の子供達の玩具として発達する。1930年代に南部の田舎で初めて記録されている。

## 制作
一般的に家庭で作られ、木の板に1本の金属弦を張り、金属や硝子の駒を動かして音程を変えて演奏する。駒として硝子瓶を使い音量を高める。この楽器は伝統的に「入門段階」の楽器として考えられており、主に少年が演奏し、「普通の」ギターに卒業していく。しかし最近では、この楽器は伴奏楽器として専門演奏者にも使われる。この楽器はブルースによく見られるが、その理由はブルース奏者の多くが子供の頃にこの楽器から音楽を始めた為である。スライドギターと同様の仕組みである。しかし、子供達の楽器と考えられていた為に、大人になっても演奏し続ける演奏家はとても少ない。それ故この楽器は録音が少ない。

## 著名な演奏者
重要な演奏家の1人にミシシッピ州のブルース演奏家のロンニー・ピッチフォード(1955年～1998年)がおり、彼の家での制作映像を公開している。ジオン山記念基金の2000年に設置された彼の墓標には、彼の家族の希望通り横にこの楽器が彫ってある。有名なギター奏者であるモータウン集団の「ファンク兄弟」もこの楽器で学び偉大なモータウンの名曲を生み出した。他の伝統的に著名な演奏家はレウィス・ドッソンやグレン・ファウルクネー、ジェッシー・マエ・ヘンフィル、コンプトン・ジョーンス、エッディー・一弦・ジョーンス、ナポレオン・ストリックランド、モセス・ウィリアムス 、超チカン(1951年～)、一弦のサム・ウィルソンがいる。ウィリー・ジョー・ドゥンカンも同様に有名で、強く電化したこの楽器をウニターと呼んでいる。似た楽器を使う最近の演奏家には、ニューヨーク市を中心に活動するジャズピアノ奏者のクーパー・モーレ(1946年～)やアメリカ人ブルース奏者のシーシック・スティーブ(1941年～)、サム・ベネット(1957年～)、ダニー・クロハ、 一弦のウィリー、盲目のヴェルクロ・ルイスがいる。ジャック・ホワイト(1975年～)は映画の「煩いかも知れない」の中で、「誰がギターを買う必要があると言った?」を演奏した。シーシック・スティーブは彼の楽器への感謝を込めた曲の「ディッドレイ・ボ」を2009年の曲集の「他の時間からの男」に入れた。

## 映画作品目録
- 「アメリカの寄せ集め:アメリカの歌と物語」第3部「ブルースの始まった土地」(1990年)。アラン・ローマックス(Alan Lomax)(1915年～2002年)が執筆、監督、制作し、コロンビア大学とニューヨーク市立大学ハンター校の文化公正組合が発達させた。北カロライナ州公共放送の4chでディッブ制作班が担当。
- 「ゲット・ラウド」。2008年の伝記映像でジャック・ホワイト(Jack White)(1975年～)の初期のロックギター奏者としての経歴と影響を、この楽器を一から作る過程を含めて記録した。

## 作品
- ルイス・ドッソン(Louis Dotson)邪魔された全ての時間の「世界の頂点に座る」、南部文化SC 1703
- ウィリー・ジョー・ドゥンカンと彼のユニター(Willie Joe (Duncan) and His Unitar) – 「ユニター・ロック」の曲が10代の鼓動第4弾のAce CDCHD 655で入手可能。「神経質な」と「チェロキー族の踊り」はとても特別な物語の5SPCD-4412-2で入手可能。
- グレン・ファウルクネー(Glen Faulkner) – 「ブルースの綿の爪」「ルイジアナ・ブルース」「栄光、栄光、ハレルヤ」「教会を出て家に帰ろう」が魂演奏会の「1990年代の深南部のブルースと魂」が熱狐のHF-CD-005で入手可能。(ドイツびCDで、現在絶版。)
- ジェシー・マエ・ヘンフィル(Jessie Mae Hemphill)(1923年～2006年) – 1曲目はコンプトン・ジョーンズ(Compton Jones)編曲の「ブルースの遺産：高音で腰を振れ」(HCD 8156)。2曲目はジョーンズとファウルクネー編曲の「音の中で正しいブルースを得ろ」(ISC-0519)。
- コンプトン・ジョーンズ – ミシシッピ州のタテ郡とパノラ郡のアフリカ系アメリカ民謡「上下に振れ」のCD(Rounder 1515)。この楽器のダヴィッド・エヴァンス(David Evans)(学者)の解説付き。
- エディー・一弦・ジョーンズ(Eddie "One String" Jones) – 一弦ブルース。9曲入っており、1曲目はエディーがどのように彼の楽器を組み立てたか語る。付録の本には彼の楽器と演奏する姿の写真が入っている。
- 「オヴェンが上にいる」(2007年のLP)。ヴェルクロ・レウィスと彼の100の証明バンド提供。
- 「青銅の年代」(2009年のCD)。ヴェルクロ・レウィス集団提供。
- 「悪運年鑑」(2009年のLP)。ティファナ・ヘークレス提供。
- 「欠片に落ちる」(2010年の45cm単曲盤)ヴェルクロ・レウィス集団提供。
- ロンニー・ピッチフォード(Lonnie Pitchford)(1955年～1998年) – 彼はこの楽器の達人である。国立素朴ブルース祭第一弾南部(SCD-21)で聞ける。曲目は「電車が曲がり角に近付いて来ている」「愛する人」「マリーは仔羊を持っている」「一弦ブギ」である。2曲目は男だらけの表(R2629)の「本物のロック音楽：王蛇と愛する人を混ぜる」である。1曲目は田舎生活の証拠のブギの「ブギ・チレン」(ECD 26105-2)である。また、1983年アメリカ民謡ブルース祭第7弾で他の「一弦ブギ」と「愛する人は立ち去った」「ジョニーは林檎を盗んだ」がある。アメリカの生きる国のブルースの第9弾にアフリカ系アメリカのブルースの「愛する人は立ち去った」が入っている。田舎ブギ第10弾のミシシッピの嘆きと他にもに「一弦ブギ」が入っている。
- ナポレオン・ストリックランド(Napoleon Strickland)(1919年～2001年) – 障害ブルースの証言5021の「ブルースへの鍵」がCDで出ている。同じ演奏が「アフリカとブルース」にも入っている。
- 一弦ウィリー(One String Willie) - 「店で買ったギターは鳴らない」のCDに7曲、「正しく弦を引けば音楽は動き出す」に10曲入っている。
- モセス・ウィリアムス(Moses Williams) – フロリダ民謡生活計画が製作した二重LP版のフロリダ・ブルース名曲集に4曲入っている。(フロリダで落とすフロリダ民謡生活LP 102-103)。このLPは絶版になって長いが、同計画が提供するフロリダ民謡生活曲集が無料CDで入手可能。ウィリアムスが演奏・歌唱した「愛する人はどの道に行ったのか?」が入っている。
- 一弦サム(ウィルソン)("One String Sam"(Wilson) – 1973年のフォアマン氏主宰のアン・アーボー・ブルースとジャズ祭から「100$必要だ」と「行くべきだった」が入っている。出版元は車の街のブルース、生徒の録音(SKR2101-2)である。田舎のブルース第1弾に2曲入っており、(1934年～1956年)記録録音(B000000J8B)には「100$必要だ」(録音室版)と「嗚呼愛する人よ」が入っている。
- ヴェルクロ・レウィス集団の2010年のLP盤の「白い魔法の夏」

## 似た楽器
- ビリンバウ - ブラジルの打弦楽器。
- 煙草箱ギター(Cigar box guitar) - 煙草の空き箱を増幅器に使うギター。
- ロウェボウ(Lowebow) - ジョン・ロエ(John Lowe)が煙草箱ギターを1990年代に改良した楽器。
- ダン・バウ(Đàn bầu) - ベトナムの単弦楽器。
- 独弦琴(dúxiánqín) - 中国の単弦楽器。
- 須磨琴 - 日本の単弦楽器。
- 音楽弓(Musical bow) - アフリカ南部に起源を持ち、奴隷貿易によって世界中に広まった単弦楽器。
- スライドギター(Slide guitar) - ギターの奏法の一つ。
- ウォッシュタブ・ベース(Washtub bass) - 金盥を増幅器として使うアメリカ民謡の単弦楽器。

## 参考資料
1. ↑  Chris Morris, I'm A Man: The Chess Masters, 1955–1958 liner notes, Geffen Records, February 2007
2. ↑  David Evans, Africa and the blues, p.65
3. ↑  Gerhard Kubik, Africa and the blues, p.16
4. ↑  Diddley Bo Songfacts